# クチムラサキサンゴヤドリ
　
クチムラサキサンゴヤドリ（口紫珊瑚宿、Coralliophila violacea）は、アッキガイ科 Muricidae の巻貝の一種で、伊豆半島以南の イシサンゴ目 ハマサンゴ科 のサンゴ (Porites) 上に寄生する。
　

## 概要
約3cm以下で白色の石灰藻におおわれた丸い貝殻を持ち、殻口や内部は紫色で、内外に細かい螺肋を密にめぐらす。イシサンゴ上のくぼみを傷つけて群生することがある。これらのサンゴヤドリは歯舌を欠き、吻による吸引摂食を行う。定着するためにサンゴを傷つけた後は、サンゴや褐虫藻が分泌する栄養分を食べると考えられる。雌雄異体で、メスは卵嚢を母胎内で守ったあと、ベリジャー幼生を放出する。サンゴヤドリガイは、従来カブラガイ科 (Rapidae) やサンゴヤドリガイ科 (Coralliophilidae) に分類されていたが、近年アッキガイ科サンゴヤドリ亜科 Coralliophilinae に分類されるようになった。サンゴヤドリ亜科に属する貝としては、カブラガイやカセンガイなどがある。サンゴ以外でヒトデやウニなどの棘皮動物に寄生する貝としては、本種とは遠縁であるがハナゴウナ科 Eulimidae の貝が知られる。
　